# Cena IV Shakespeare Cia
Cena IV – Shakespeare Cia é uma companhia de teatro de repertório que trabalha em todo o Brasil com a divulgação da obra de William Shakespeare, através de peças, oficinas, workshops e produções audiovisuais.
Os diretores-gerais são Ronaldo Marin (ator, diretor, especialista em Shakespeare e doutor pela UNICAMP) e Zeza Freitas (atriz, diretora e produtora). A companhia é responsável por montagens de espetáculos e por produções audiovisuais em parceria com a produtora Irmãos Marín, coordenada pelos atores e publicitários Gabriel Marin e Marcella Marin, formados na Escola de Formação de Atores do Cena IV.

## Histórico
O Cena IV nasceu no ano de 1975. Presente em atividades culturais, como a abertura da 1ª Semana Guiomar Novaes (1977), liderou ações que favoreceram o tombamento do Theatro Municipal da cidade de São João da Boa Vista, em São Paulo, seguindo seus trabalhos nos anos 1980 e 1990 com produções teatrais e de dança.

Nos anos 2000, focou-se no trabalho com a obra de William Shakespeare, tornando-se a Associação Cena IV – Shakespeare Cia. Em 2016, tornou-se uma Entidade de Utilidade Pública Municipal da cidade de São João da Boa Vista.

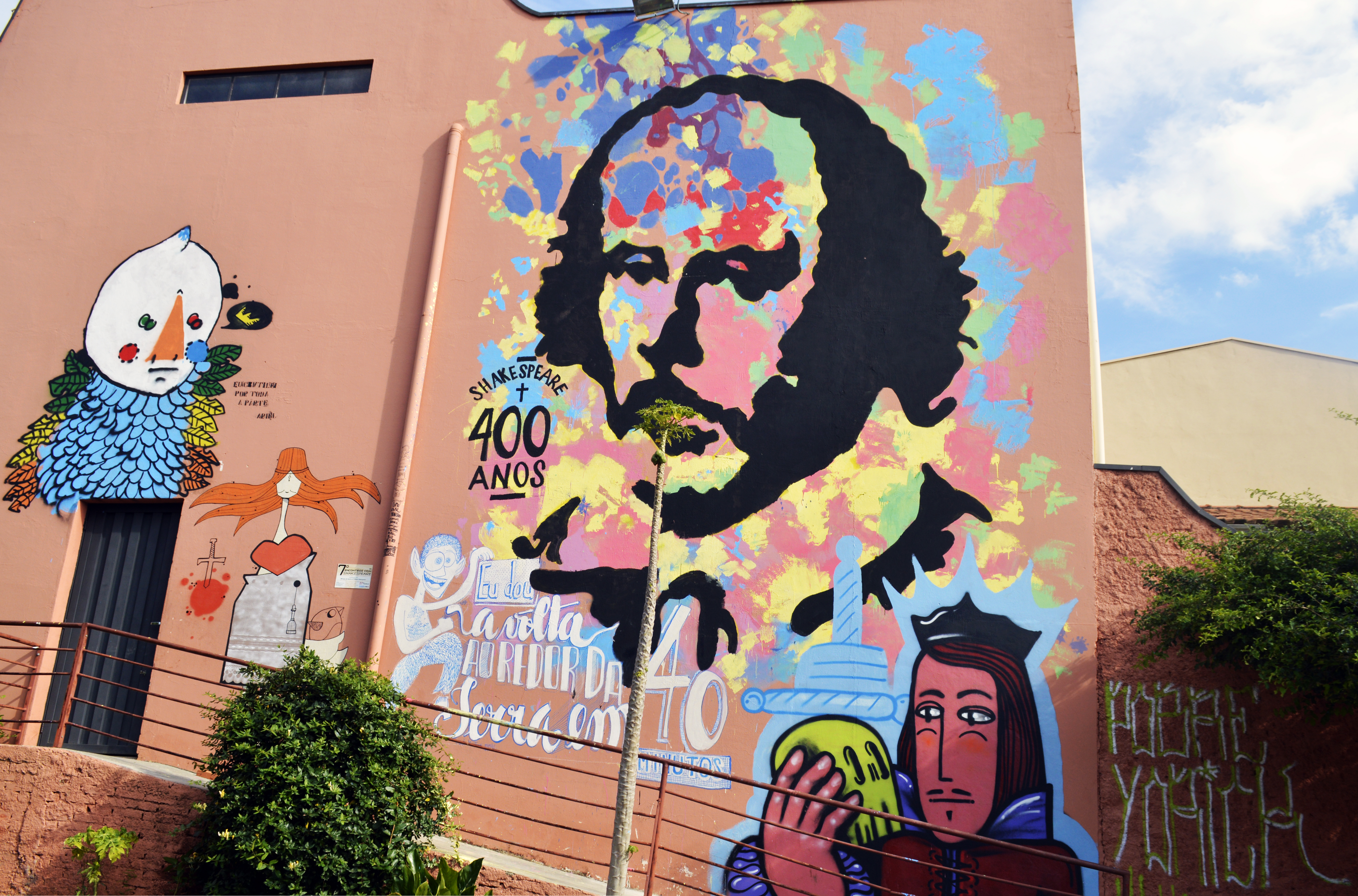
Maior graffiti do mundo tendo Shakespeare como tema, feito no estúdio da companhia durante as celebrações do 400 anos de morte do autor.

## Repertório

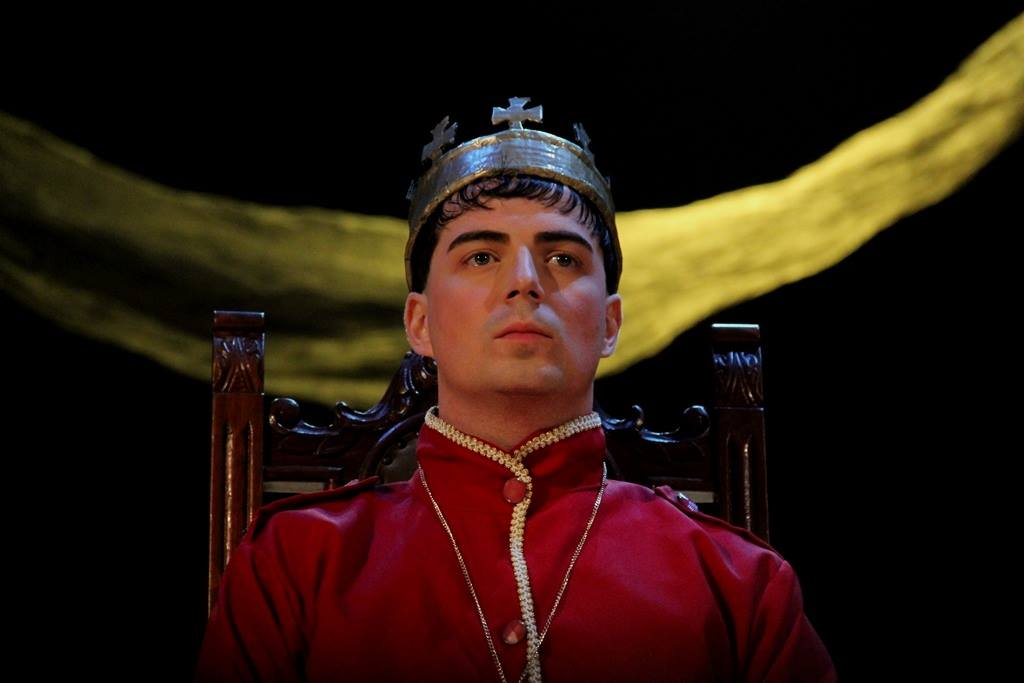
Estreia da primeira produção brasileira de "Henrique V".

### RepertórioAdulto

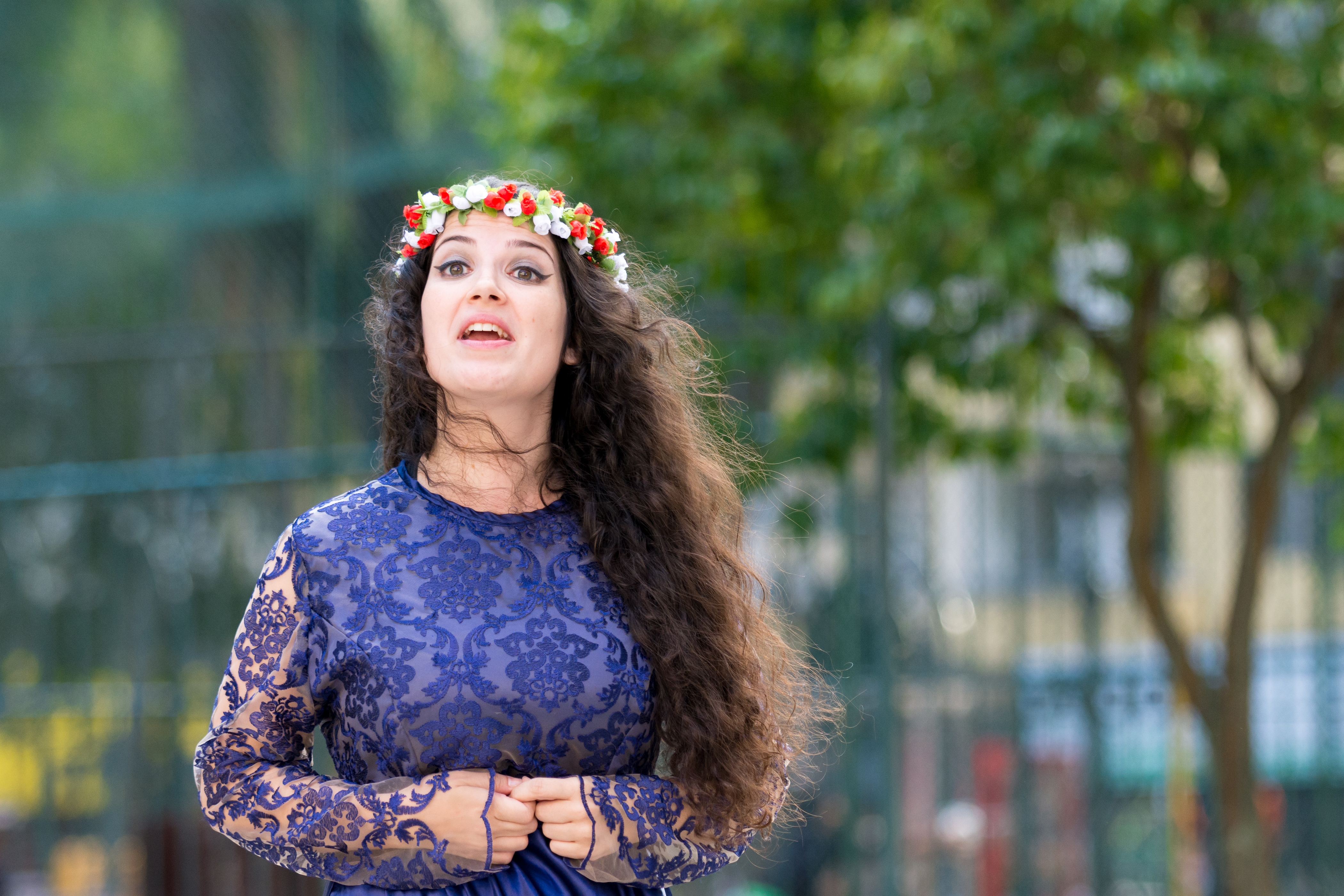
Trecho de "Romeu e Julieta" no espetáculo "O Mundo é um Palco" no 26º Festival de Curitiba.

Obras de William Shakespeare:
- "Macbeth" (2024)[5]
- "Noite de Reis" (2022)[6].
- "Romeu & Julieta"[7][8][9] (2004 - 2020).
- "Antônio e Cleópatra" (2017).
- "Henrique V"[10][8][11] (2017 - 2018 - 2023).
- "O Mundo é um palco"[12][13][14] (2005 - atual).
- "A Megera Domada" (2008 - 2019).
- "O Mercador de Veneza" (2009 - 2016).
- "Hamlet - A Permanência da Memória" (2014 - 2016).
- "A Tempestade" (2016).

Outros autores:
- Autos de Natal (2005 - atual)[15][16].
- "A Saga de Dom Quixote e Sancho Pança"[17] (2019)

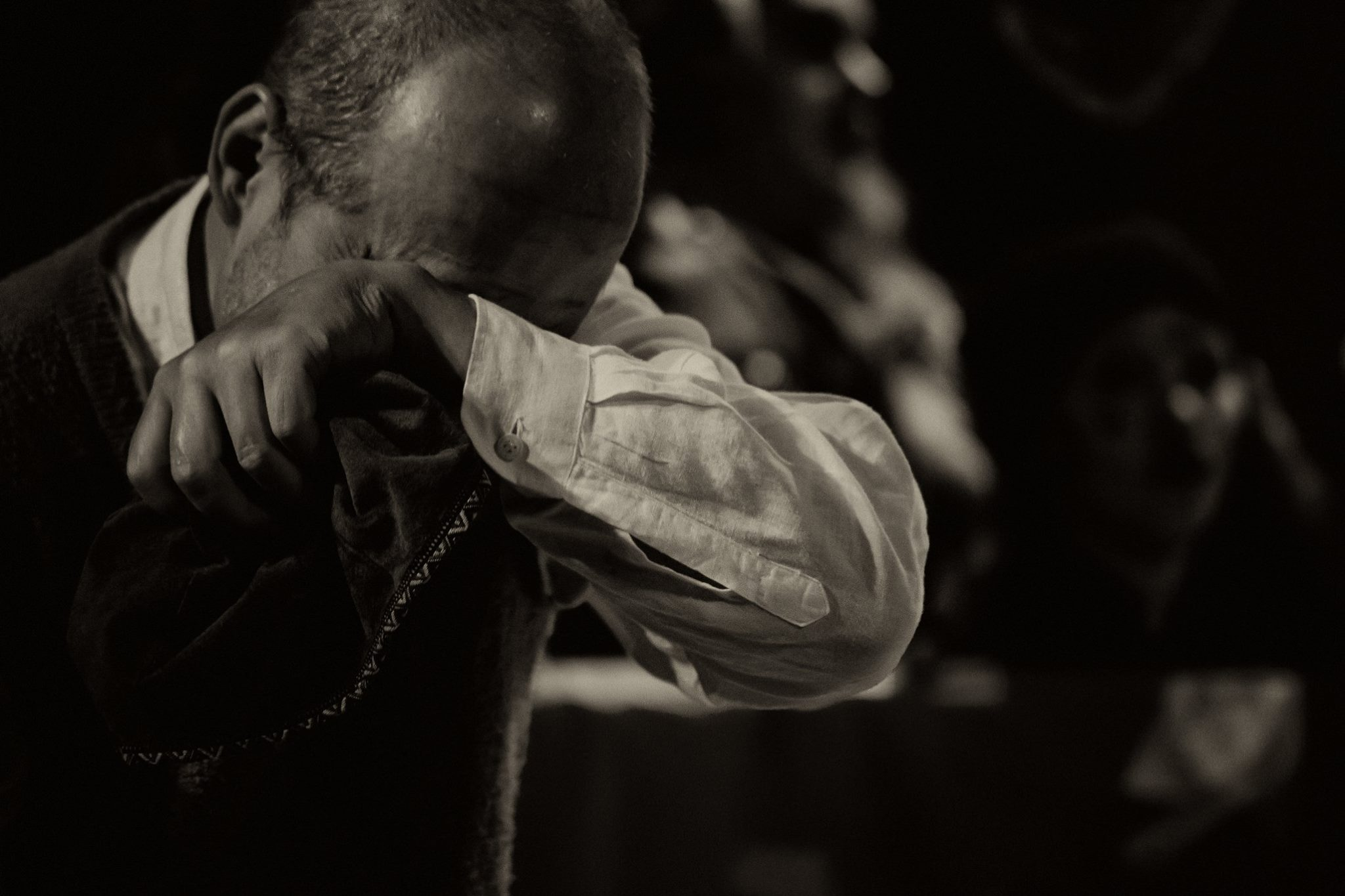
Trecho de "O Mercador de Veneza".

- "Agnes de Deus"[18] (2005 - 2018).

### RepertórioInfantileInfanto-Juvenil- Atual
- "MilkShake" O Gigante, o palhaço e o malabarista (2023 - atual).
- "Romeu & Julieta para crianças - PiroLizPlin em O Livro Mágico" (2007 - atual).
- "PiroLizPlin em O Planeta do Amanhã" (2009 - 2018).
- "PiroLizPlin em a Ilha Encantada de Próspero - A Tempestade para crianças (2010 - 2016).
- Branca de Neve e os Sete Anões (2008 - 2020).
- "Pluft - O Fantasminha" (1985 - 2016).
- "A Bruxinha que era Boa" (2008 - 2015).
- "A Bela & A Fera" (2004 - 2017).
- "Alice no País das Maravilhas" (2017).

- "Bang Bang - Você Morreu"[19] (2009 - 2017).

## Parcerias

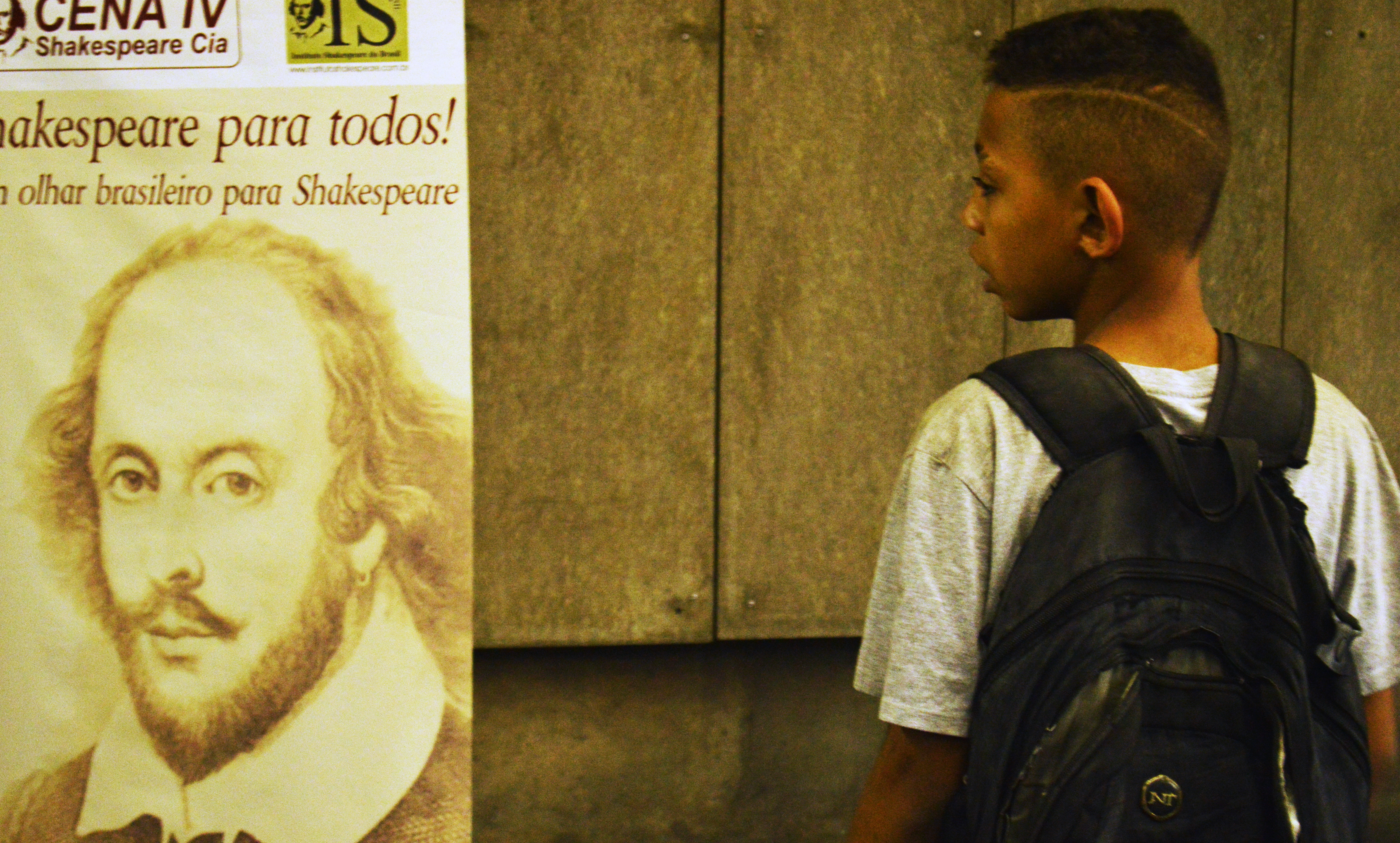
Garoto entretido durante apresentação de "O Mundo é um Palco" na estação "Santana" do Metrô de São Paulo durante o projeto "Shakespeare Lives" do British Council.

#### ProdutoraIrmãos Marín[21]
- Produções audiovisuais.

- Séries: "Will Shakespeare" e "Shakespeare Vida e Obra".
University of the West of Scotland
- Desde o ano de 2021, a companhia participa dos projetos desenvolvidos por Ben Crystal e pelo Dr. Henry Bell, que visam o intercâmbio cultural entre companhias teatrais, para a troca de experiências nas produções da obra de William Shakespeare, sendo a única companhia das Américas a estar presente no projeto.

#### Instituto Shakespeare Brasil[27]
- Encontros com Shakespeare[28][29][30][31][32][33]

- Desde o ano de 2010, dentro da iniciativa “Um Olhar Brasileiro para Shakespeare”, que tem como objetivo contextualizar a obra de William Shakespeare para a realidade brasileira e promover a sua deselitização, a companhia, realiza o evento que incluí uma série de ações que utilizam a obra do autor como veículo para levar entretenimento e cultura para a população. No decorrer dos anos, o evento incluiu:  Exposições temáticas, artísticas; Criação e desenvolvimento de murais externos (incluindo o maior mural de Shakespeare do mundo); Produções e apresentações de peças do autor; Produção e apresentações de peças inéditas; Apresentações de companhias convidadas; Palestras e workshops; Mostra de vídeos e filmes; Produções audiovisuais; Mostras musicais; Mostras de artes-plásticas; Mostras de teatro de rua.
- Lançamento do livro "Shakespeare 450 Anos"[34].
- Vivências[35][36], espetáculos, workshops, leituras dramáticas[37], oficinas e palestras.[38][39]

##### British Council Brasil[40]
- Projeto "Shakespeare Lives"[20]  (2016)

- Em parceria com o Instituto Shakespeare Brasil e com British Council do Brasil, o Cena IV participou deste projeto durante as celebrações dos "400 anos de morte de William Shakespeare" (2016).
- Realização de apresentações do espetáculo "O Mundo é um Palco" nas estações do Metrô de São Paulo.
- Projeto "Shakespeare Vive nas Escolas".

#### Escola de Formação de Atores do Cena IV[42]
- Formação de Atores através do método “Consciência do Ator” desenvolvido ao longo dos mais de 40 anos dedicados ao estudo da arte do fazer teatral.

## Ligações Externas
- Website oficial
- Cena IV Shakespeare Cia no Facebook